# Bat for Lashes
Bat for Lashes, właśc. Natasha Khan (ur. 25 października 1979 w Brighton) – brytyjska piosenkarka, twórczyni tekstów.
Urodzona w rodzinie pakistańskich zawodników squasha, od wczesnego dzieciństwa podróżowała po całym świecie, jednak część tego czasu spędziła w Pakistanie. Do separacji rodziców w 1990 roku była wychowywana bardzo religijnie.
Khan skończyła studia muzyczne i filmowe. Jej eksperymentalna praca na uniwersytecie była zainspirowana twórczością Steve'a Reichea i Susan Hiller, produkowała wówczas także instalacje dźwiękowe, animacje i performance. Po zakończeniu nauki została wychowawczynią w przedszkolu, w tym okresie zaczęła przygotowywać materiał na swój pierwszy album.
Jej debiutancki singel The Wizard był wydany przez Drowned in Sound. Pierwszy album zrealizowała wytwórnia Echo Records, dla której nagrywają również między innymi Feeder i Róisín Murphy. Płyta Fur and Gold została wydana 11 września 2006 roku.

## Dyskografia
Albumy
| Tytuł                       | Dane dot. albumu                                                                      | Pozycja na liście | Pozycja na liście | Pozycja na liście | Pozycja na liście | Pozycja na liście | Pozycja na liście | Pozycja na liście | Certyfikat    |
| Tytuł                       | Dane dot. albumu                                                                      | UK                | BEL (FL)          | FIN               | FRA               | IRE               | CHE               | USA               | Certyfikat    |
| --------------------------- | ------------------------------------------------------------------------------------- | ----------------- | ----------------- | ----------------- | ----------------- | ----------------- | ----------------- | ----------------- | ------------- |
| Fur and Gold                | - Data: 11 września 2006 - Wydawca: Parlophone - Format: CD, LP, digital download     | 48                | —                 | —                 | 130               | —                 | —                 | —                 | - BPI: srebro |
| Two Suns                    | - Data: 6 kwietnia 2009 - Wydawca: Parlophone - Format: CD, LP, digital download      | 5                 | 26                | 39                | 56                | 17                | 94                | 141               | - BPI: złoto  |
| The Haunted Man             | - Data: 15 października 2012 - Wydawca: Parlophone - Format: CD, LP, digital download | 6                 | 12                | 18                | 31                | 7                 | 29                | 64                | - BPI: złoto  |
| The Bride                   | - Data: 1 lipca 2016 - Wydawca: Parlophone - Format: CD, LP, digital download         | 9                 | 38                | —                 | 101               | 18                | 28                | —                 |               |
| "—" album nie był notowany. |                                                                                       |                   |                   |                   |                   |                   |                   |                   |               |

Minialbumy
| Tytuł                        | Dane dot. albumu                                                        |
| ---------------------------- | ----------------------------------------------------------------------- |
| Live Session                 | - Data: 12 lutego 2008 - Wydawca: Echo - Format: digital download       |
| iTunes Festival: London 2009 | - Data: 27 lipca 2009 - Wydawca: Echo - Format: digital download        |
| iTunes Festival: London 2012 | - Data: 29 października 2012 - Wydawca: Echo - Format: digital download |

## Teledyski
| Rok  | Tytuł                           | Reżyseria       |
| ---- | ------------------------------- | --------------- |
| 2007 | "Prescilla"                     | Andy Bruntel    |
| 2007 | "What's a Girl to Do?"          | Dougal Wilson   |
| 2009 | "Daniel"                        | Johan Renck     |
| 2009 | "Pearl's Dream"                 | Nima Nourizadeh |
| 2009 | "Sleep Alone"                   | b.d.            |
| 2012 | "Laura"                         | Noel Paul       |
| 2012 | "All Your Gold"                 | Noel Paul       |
| 2012 | "A Wall"                        | Noel Paul       |
| 2013 | "Lilies"                        | Peter Sluszka   |
| 2019 | "Kids In The Dark" "The Hunger" | Natasha Khan    |